# Cândelești
Cândelești – wieś w Rumunii, w okręgu Aluta, w gminie Topana. W 2011 roku liczyła 140 mieszkańców. 